# American Splendor (filme)
American Splendor (bra Anti-Herói Americano; prt American Splendor) é um filme norte-americano de 2003, dirigido por Shari Springer Berman e Robert Pulcini, baseado na série de quadrinhos alternativos American Splendor.
Venceu o Festival Sundance de Cinema de 2003.[carece de fontes?]

## Sinopse
A adaptação cinematográfica traz um mesmo teor autobiográfico dos quadrinhos originais de Harvey Pekar, onde ele conta sua própria vida, com enfase nas suas frustrações e no cotidiano. Pekar trabalha como arquivista, foi casado três vezes e, devido a uma série de frustrações pessoais, tornou-se uma pessoa pessimista. Fã de quadrinhos, decide usar a arte para dar vazão ao seu descontentamento com sua vida.[carece de fontes?]

## Elenco
- Paul Giamatti como Harvey Pekar
- Hope Davis como Joyce Brabner
- Judah Friedlander como Toby Radloff
- James Urbaniak como Robert Crumb
- Harvey Pekar como ele mesmo
- Joyce Brabner como ela mesma
- Toby Radloff como ele mesmo
- Josh Hutcherson como Robin
- Gregory Budgett como um artista que pede autógrafo
- Eytan Mirsky como guitarrista

## Recepção
No agregador de críticas dos Estados Unidos, o Rotten Tomatoes, na pontuação onde a equipe do site categoriza as opiniões da  grande mídia e da mídia independente apenas como positivas ou negativas, o filme tem um índice de aprovação de 95% calculado com base em 187 comentários dos críticos. Por comparação, com as mesmas opiniões sendo calculadas usando uma média aritmética ponderada, a nota alcançada é 8,3/10 que é seguida do consenso dizendo que é "empolgante tanto estilisticamente quanto por seu retrato divertido e comovente de um homem comum (...) é um retrato de um verdadeiro original underground. 
Em outro agregador de críticas também dos Estados Unidos, o Metacritic, que calcula as notas das opiniões usando somente uma média aritmética ponderada de determinados veículos de comunicação em maior parte da grande mídia, tem uma pontuação de 90/100, alcançada com base em 42 avaliações da imprensa anexadas no site, com a indicação de "aclamação universal".
Roger Ebert premiou o filme com 4/4 estrelas dizendo que "este filme é delicioso na forma que encontra sua própria maneira de dizer sua própria história."